# Esqui cross-country nos Jogos Paralímpicos de Inverno de 2014 - 15 km masculino
A prova de 15 km masculino do esqui cross-country nos Jogos Paralímpicos de Inverno de 2014 foi disputada no Centro de Esqui Cross-Country e Biatlo Laura, na Clareira Vermelha, em 9 de março de 2014. A prova de 15 km ocorreu apenas para atletas que competem sentados.

## Medalhistas
| Ouro   | RUS Roman Petushkov      |
| Prata  | RUS Irek Zaripov         |
| Bronze | RUS Aleksandr Davidovich |

## Resultados
| Pos.              | Bib | Atleta                   | Tempo real | Tempo calculado | Diferença |
| ----------------- | --- | ------------------------ | ---------- | --------------- | --------- |
| Medalha de ouro   | 21  | RUS Roman Petushkov      | 40:51.6    | 40:51.6         | —         |
| Medalha de prata  | 19  | RUS Irek Zaripov         | 41:55.1    | 41:55.1         | +1:03.5   |
| Medalha de bronze | 17  | RUS Aleksandr Davidovich | 42:08.6    | 42:08.6         | +1:17.0   |
| 4                 | 20  | UKR Maksym Yarovyi       | 49:00.5    | 42:08.8         | +1:17.2   |
| 5                 | 12  | USA Andrew Soule         | 42:53.8    | 42:53.8         | +2:02.2   |
| 6                 | 14  | CAN Chris Klebl          | 45:52.0    | 43:06.9         | +2:15.3   |
| 7                 | 15  | ITA Enzo Masiello        | 46:48.0    | 43:59.5         | +3:07.9   |
| 8                 | 11  | BLR Yauheni Lukyanenka   | 44:19.1    | 44:19.1         | +3:27.5   |
| 9                 | 13  | USA Sean Halsted         | 46:21.3    | 44:57.9         | +4:06.3   |
| 10                | 10  | UKR Mykhaylo Tkachenko   | 44:58.8    | 44:58.8         | +4:07.2   |
| 11                | 9   | POL Kamil Rosiek         | 45:13.1    | 45:13.1         | +4:21.5   |
| 12                | 8   | USA Aaron Pike           | 46:44.7    | 45:20.6         | +4:29.0   |
| 13                | 18  | USA Daniel Cnossen       | 45:22.4    | 45:22.4         | +4:30.8   |
| 14                | 16  | JPN Kozo Kubo            | 48:59.4    | 46:03.0         | +5:11.4   |
| 15                | 6   | BRA Fernando Rocha       | 51:03.3    | 49:31.4         | +8:39.8   |
| 16                | 5   | ITA Roland Ruepp         | 51:45.2    | 50:12.0         | +9:20.4   |
| 17                | 7   | USA Augusto Jose Perez   | 51:24.2    | 51:24.2         | +10:32.6  |
| 18                | 2   | CAN Sebastien Fortier    | 53:19.3    | 51:43.3         | +10:51.7  |
| 19                | 1   | USA Brian Price          | 53:56.6    | 52:19.5         | +11:27.9  |
| 20                | 4   | CAN Yves Bourque         | 55:25.4    | 55:25.4         | +14:33.8  |
| 21                | 3   | ITA Giordano Tomasoni    | 58:36.3    | 56:50.8         | +15:59.2  |

Legenda
| Recorde mundial      | Recorde mundial (World record)               |                       | Recorde africano                      | Recorde africano (African) |                                           | Q | Classificado por posição (Qualified) |
| Recorde olímpico     | Recorde olímpico (Olympic record)            | Recorde da América    | Recorde da América (Americas)         | q                          | Classificado por melhor tempo (Qualified) |   |                                      |
| Melhor marca do ano  | Melhor marca do ano (World leading)          | Recorde asiático      | Recorde asiático (Asian)              | DNS                        | Não largou (Did not start)                |   |                                      |
| Recorde nacional     | Recorde nacional (National record)           | Recorde europeu       | Recorde europeu (European)            | DNF                        | Não terminou (Did not finish)             |   |                                      |
| Recorde pessoal      | Recorde pessoal do atleta (Personal best)    | Recorde da Oceania    | Recorde da Oceania (Oceania)          | DSQ / DQ                   | Desclassificado (Disqualified)            |   |                                      |
| Recorde da temporada | Recorde da temporada do atleta (Season best) | Recorde sul-americano | Recorde sul-americano (South America) | NM                         | Sem marca (No mark)                       |   |                                      |